# Eulithis baumani
Eulithis baumani là một loài bướm đêm trong họ Geometridae.